# İlber Ortaylı
İlber Ortaylı (Bregenz, 21 maggio 1947) è uno storico e storico dell'arte turco.

## Biografia
La famiglia di Ortaylı fuggì dall'Unione Sovietica in Austria a causa delle espulsioni e dei pogrom contro i tartari di Crimea e trovò rifugio in un campo profughi a Bregenz. İlber Ortaylı nacque lì nel 1947. Ortaylı ha completato le scuole primarie e secondarie a Istanbul e Ankara. Si è poi diplomato presso la Scuola Superiore Atatürk (Atatürk Lisesi) di Ankara nel 1965 e presso la Facoltà di Scienze Politiche e la Facoltà di Lingua, Storia e Geografia dell'Università di Ankara nel 1968. Ortaylı ha poi studiato Slavistica e Studi Orientali all'Università di Vienna. Ha scritto la sua tesi di master all'Università di Chicago sotto la guida di Halil İnalcık. Nel 1978 ha scritto la sua tesi di laurea all'Università di Ankara sulle amministrazioni regionali nell'Impero Ottomano dopo il periodo delle Tanzimat (Tanzimat sonrası mahallî idareler). Ortaylı ha ricevuto il titolo di Doçent nel 1979 con il suo lavoro sull'influsso dei tedeschi nell'Impero Ottomano (Osmanlı İmparatorluğu'nda Alman nüfuzu). È professore dal 1989.
Ortaylı è stato invitato come professore ospite in Francia, Gran Bretagna, Germania e altri Paesi.
Dal 1989 al 2002, Ortaylı ha diretto il Dipartimento di Storia amministrativa della Facoltà di Scienze politiche dell'Università di Ankara. Nel 2002 si è trasferito alla Galatasaray Üniversitesi e nel 2004 alla Bilkent Üniversitesi. Dal 2005 al 2012 è stato direttore del Museo del Palazzo di Topkapı.
İlber Ortaylı è ampiamente riconosciuto per le sue ampie conoscenze linguistiche. È cresciuto trilingue, imparando il tedesco dal padre e il russo dalla madre. Come storico poliglotta conosce bene il turco, l'italiano, l'inglese, il francese, l'arabo, il persiano, il turco ottomano, il russo e il latino. I suoi articoli pubblicati sono principalmente in turco, tedesco e francese e diversi di essi sono tradotti in inglese. Egli è uno degli storici più noti del paese grazie alle sue opere scientifiche e alle sue apparizioni televisive sulla storia turca. Le sue sembianze sono visibili nel museo delle cere di Eskişehir.